# Waterloo (Nebraska)
Waterloo es una villa ubicada en el condado de Douglas en el estado estadounidense de Nebraska. En el Censo de 2010 tenía una población de 848 habitantes y una densidad poblacional de 507,62 personas por km².

## Geografía
Waterloo se encuentra ubicada en las coordenadas 41°17′8″N 96°17′6″O / 41.28556, -96.28500. Según la Oficina del Censo de los Estados Unidos, Waterloo tiene una superficie total de 1.67 km², de la cual 1.67 km² corresponden a tierra firme y (0%) 0 km² es agua.

## Demografía
Según el censo de 2010, había 848 personas residiendo en Waterloo. La densidad de población era de 507,62 hab./km². De los 848 habitantes, Waterloo estaba compuesto por el 95.87% blancos, el 0.59% eran afroamericanos, el 1.18% eran amerindios, el 0% eran asiáticos, el 0% eran isleños del Pacífico, el 1.06% eran de otras razas y el 1.3% pertenecían a dos o más razas. Del total de la población el 6.49% eran hispanos o latinos de cualquier raza.